# Patanotis metallidias
Patanotis metallidias är en fjärilsart som beskrevs av Edward Meyrick 1913. Patanotis metallidias ingår i släktet Patanotis och familjen brokmalar, Momphidae. Inga underarter finns listade i Catalogue of Life.